# Île Sud Talpatti
L’île Sud Talpatti (appellation du Bangladesh) ou l’île New Moore ou Purbasha (appellation de l'Inde), était une petite île inhabitée qui a émergé dans le golfe du Bengale au lendemain du cyclone Bhola en 1970.
Sa souveraineté fut contestée entre le Bangladesh et l'Inde pendant des années jusqu'à ce l'île soit submergée en 2010. Il n'y a jamais eu d'ententes définitives entre les deux pays ou de stations situées sur l'île.